# Richard de Sentilly
Richard de Sentilly, né à Sentilly et  mort le 23 octobre 1320, est un évêque de Séez du XIVe siècle.

## Biographie
Richard remplace  Philippe le Boulanger dans la charge de prieur de la cathédrale, puis lui succède sur le siège épiscopal de Séez en 1315. Son court épiscopat n'offre rien de remarquable, mais l'année de son élection marque les annales météorologiques de la Normandie : onze mois se passent sans pluie, et la stérilité est si grande que la mesure de blé, vendue ordinairement à Séez vingt sous, vaut jusqu'à neuf livres dix sous.